# Ara żółtolica
Ara żółtolica (Orthopsittaca manilatus) – gatunek średniej wielkości ptaka z rodziny papugowatych (Psittacidae), zamieszkujący Amerykę Południową. Jest największą z tzw. ar miniaturowych. Nie jest zagrożona. W hodowli rzadko spotykana.
Taksonomia
Gatunek ten należy do podrodziny papug neotropikalnych. Jest jedynym przedstawicielem rodzaju Orthopsittaca. Nie wyróżnia się podgatunków.
Wygląd

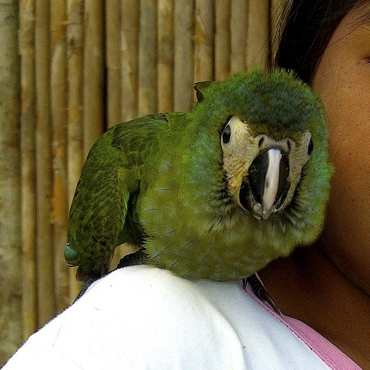
Osobnik młodociany (Peru)

Papugi te mierzą około 46 cm i ważą ok. 300 g. Upierzenie głównie zielone, wierzch głowy niebieski, na twarzy goła, szorstka, żółta skóra. Dziób szary/czarny, tęczówki brązowe.
Zasięg występowania
Ara żółtolica zamieszkuje Amerykę Południową, głównie Nizinę Amazonki i region Gujana. Występuje od Kolumbii i Trynidadu, aż po Peru, Boliwię, centralną Brazylię i północno-zachodnie Cerrado.
Ekologia
Gatunek ten jest w dużej mierze zależny od palmy Mauritia flexuosa, której owocami się żywi. Palmy te występują na terenach bagiennych lub sezonowo zalewanych. Ara żółtolica występuje również w gęstych wilgotnych lasach, lasach galeriowych oraz na otwartych sawannach i łąkach.
Oprócz owoców Mauritia flexuosa zjada też jagody i inne owoce, zwłaszcza Euterpe i Roystonea oleracea.
Sezon lęgowy w zależności od miejsca występowania: na Trynidadzie przypada na luty i wrzesień, w Kolumbii luty–maj, w Gujanie luty–czerwiec. Gniazduje w dziuplach. W zniesieniu 2–4 jaja; w niewoli ich inkubacja trwa około 25 dni.
Status
IUCN uznaje arę żółtolicą za gatunek najmniejszej troski (LC – least concern) nieprzerwanie od 1988 roku. Liczebność populacji nie została oszacowana, ale ptak ten opisywany jest jako dość pospolity. Ze względu na brak dowodów na spadki liczebności bądź istotne zagrożenia dla gatunku, BirdLife International ocenia trend liczebności populacji jako stabilny. Gatunek ten jest ujęty w II załączniku konwencji waszyngtońskiej (CITES).